# Димитър Ризов – Возир
Вижте пояснителната страница за други личности с името Димитър Ризов.
Димитър (Митре) Атанасов Ризов с псевдоними Возир, и Буревестникът е български журналист и революционер, деец на Вътрешната македонска революционна организация. 

## Биография
Димитър Ризов е роден на 1 октомври 1891 година във Велес, тогава в Османската империя. Син е на Атанас Георгиев Ризов и Ефка Атанасова. Брат е на оперния певец Ризо Ризов.

### Деец на македонското движение
Членува във Велешкото благотворително братство, на което е и секретар. През 1918 – 1920 година е автономист. По-късно работи с Димо Хаджидимов и с федералистите; като такъв е арестуван на 9 юни 1923 година. Поддържа връзка с всички македонски организации, с Петър Шанданов, Лев Главинчев, Атанас Наумов Томалевски (Анци), Йордан Чкатров и други.
Участва в редакционния комитет на алманаха „Македония“. По-късно е редактор на вестник Албум-алманах „Македония“ след убийството на Симеон Евтимов. 

### Журналист
Занимава се с журналистика в 1915 година, като сътрудничи в „Балканска трубуна“ и „Заря“ до 1917 година, когато постъпва в казармата. През 1920 година постъпва в „Ново време“ и „Дневник“. Работи и в „Утро“ и „Победа“ до 9 юни 1923 година, когато е арестуван, но след това освободен. Постъпва като редактор уредник, а след това става редактор на вестник „Независимост“, орган на Националлибералната партия. След разтурянето на партията на 9 ноември 1926 година остава като главен редактор на вестника, а след това и на „Българска независимост“ (крилото на Боян Смилов) до Деветнадесетомайския преврат в 1934 година. На 1 юли 1934 година постъпва в „Македония“, но през септември вестникът е спрян. На 1 януари 1940 година постъпва в информационната служба по печата при германската легация. Тъй като не знае немски, работата му се състои в редактиране на текстовете на български език, предоставяни на пресата. След това е прехвърлен към новосъздадената агенция „Велтпресе“. През 1941 година участва в посещение на Източния фронт и описва впечатленията си в няколко статии. От 1942 година публикува статии във вестник „Слово“, „Зора“, „Век“, „Мир“, „Тракиец“. През март 1944 година излиза в отпуск, който след това удължава неколкократно с болнични и не се явява в агенцията на определената му дата 1 август.
След Деветосептемврийския преврат е осъден от така наречения Народен съд на доживотен строг тъмничен затвор. От тях той лежи 7 години и после е реабилитиран.
Умира след 1979 година.